# Munkácsi járás
A Munkácsi járás (ukránul: Мукачівський район) közigazgatási egység Ukrajnában, Kárpátalján. Székhelye Munkács.
Jelenlegi formájában a 2020. júliusi ukrajnai közigazgatási reform során jött létre, a korábbi Munkácsi járás (1946–2020) és a Volóci járás, a Szolyvai járás egy részének, valamint Munkács területi jelentőségű város összevonásával.